# Robert Küpper
Robert Küpper (auch Rupertus Cupperus; * 17. Jahrhundert in Bonn; gestorben 21. Januar 1701 in Himmerod) war ein deutscher Zisterzienser. Von 1692 bis 1704 amtierte er als Abt des Klosters Heisterbach.

## Leben
Robert Küpper, dessen Tätigkeit als Pfarrer in Flerzheim für die Jahre 1678, 1685 und 1688 nachgewiesen ist, wurde am 29. Juli 1688 zum 37. Abt des Klosters Heisterbach gewählt. Er trat damit die Nachfolge von Gottfried Broichhausen an, der am gleichen Tag von seinem Amt zurückgetreten war. Nachdem der Pfälzische Erbfolgekrieg im September 1688 ausgebrochen war, gingen in dessen Folge auch Teile des Klosterbesitzes in zum Kloster angrenzenden Dörfern verloren. Zwar versuchte Abt Küpper noch wichtige Dokumente des Klosters wie Aufzeichnungen über das Rechnungswesen und die Lagerhaltung der Herrschaften Flerzheim und Neukirchen durch Verbringung in den Heisterbacher Hof zu retten, jedoch gingen sie dort nach einem Brand verloren. Abt Ferdinand Hartmann soll die Rekonstruktion der Dokumente während seiner Amtszeit 1704/28 gelungen sein. Als Robert Küpper 1692 zum Kanonikus gewählt wurde, trat er am 25. August 1692 von seinem Amt als Abt des Klosters Heisterbach zurück, sein Nachfolger wurde Nivard Wirotte. Aufzeichnungen zufolge war Küpper zuletzt als Lektor im Kloster Himmerod tätig, bevor er dort am 21. Januar 1701 starb. Schriftlichen Aufzeichnungen zufolge wurde er dort begraben.